# Plagiognathus mineus
Plagiognathus mineus är en insektsart som först beskrevs av Knight 1929.  Plagiognathus mineus ingår i släktet Plagiognathus och familjen ängsskinnbaggar. Inga underarter finns listade i Catalogue of Life.